# Maurizio Lupi

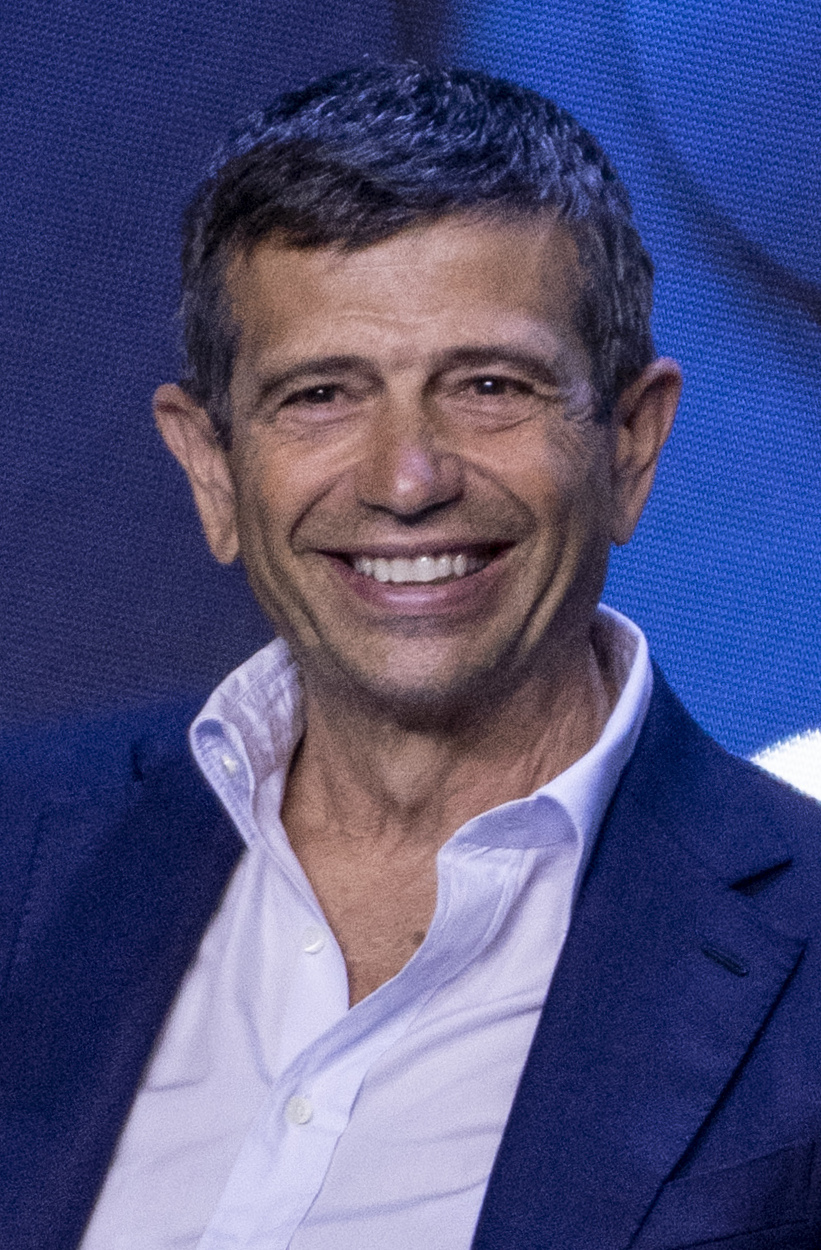
Maurizio Lupi (2021)

Maurizio Lupi (* 3. Oktober 1959 in Mailand) ist ein italienischer Politiker, der seit 2023 der Partei Noi Moderati vorsteht. Er ist seit 2001 Mitglied der Abgeordnetenkammer und war von 2006 bis 2008 deren Vizepräsident. Zudem war er von April 2013 bis März 2015 italienischer Infrastruktur- und Verkehrsminister in den Regierungen Letta und Renzi.

## Leben
Lupi schloss 1984 ein Studium der Politik- und Wirtschaftswissenschaften an der Katholischen Universität vom Heiligen Herzen in Mailand ab und wurde danach Journalist und Mitglied der katholischen Bewegung Comunione e Liberazione. Ab 1989 war er auch leitend in der Verwaltung von Mailänder Messeveranstaltern tätig.

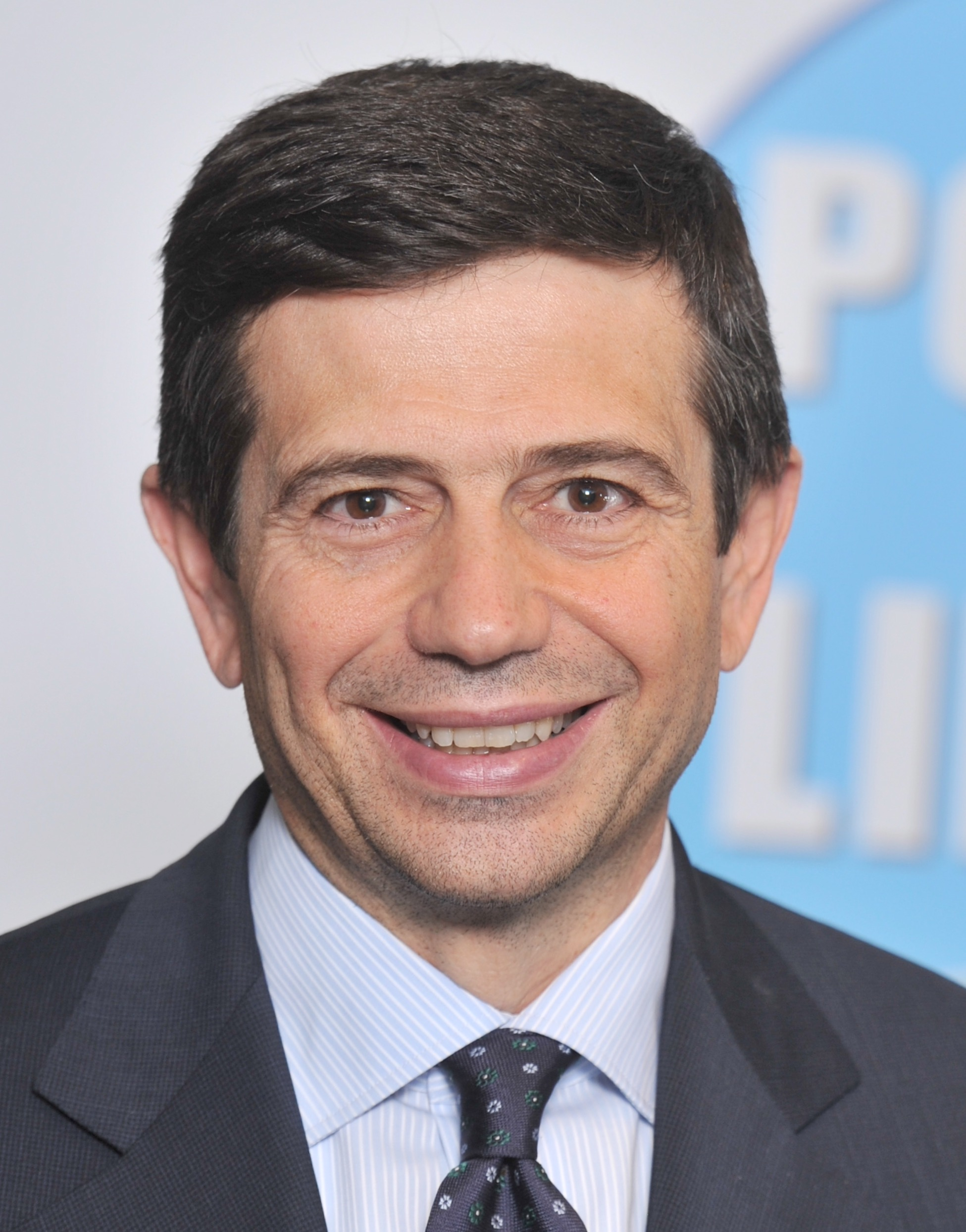
Lupi im Jahr 2012

1993 zog er als Mitglied der Democrazia Cristiana ist den Stadtrat von Mailand ein, 1994 wechselte er zu Silvio Berlusconis Partei Forza Italia. Von 1997 bis 2001 war er Beigeordneter des Bürgermeisters Gabriele Albertini, zuständig für Raumordnung und Bauwesen. Bei den Parlamentswahlen im Jahr 2001 gewann er als Direktkandidat im Wahlkreis von Merate ein Abgeordnetenmandat. In der Abgeordnetenkammer war er Sprecher der Forza-Italia-Fraktion im Ausschuss für Umwelt, Raumordnung und öffentliche Arbeiten. Von 2006 bis 2008 war er einer der vier Vizepräsidenten der Abgeordnetenkammer.
Am 28. April 2013 wurde er zum Minister für Infrastruktur und Verkehr im Kabinett Letta („Große Koalition“) ernannt. Im Herbst 2013 widersetzte er sich Berlusconis Aufforderung, der Regierung Letta das Vertrauen zu entziehen. Lupi und andere konservative Politiker katholischer Ausrichtung schlossen sich unter der Führung des stellvertretenden Ministerpräsidenten Angelino Alfano zur neuen Mitte-rechts-Partei Nuovo Centrodestra (NCD) zusammen. Diese unterstützte die Regierung Letta weiterhin bzw. nach der Kabinettsumbildung im Februar 2014 die Regierung Renzi.
Am 20. März 2015 trat Lupi von seinem Ministeramt wegen eines Skandals um die Vergabe von öffentlichen Bauaufträgen zurück. Fünfzig Personen, aber nicht Lupi, sind der Korruption verdächtigt, der leitende Beamte im Ministerium, Ercole Incalza, und der Bauunternehmer Stefano Perotti kamen in Haft. Darüber hinaus soll Lupi sich als Minister in unangemessener Weise für das berufliche Fortkommen seines Sohnes eingesetzt haben. Sein Nachfolger im Amt wurde Graziano Delrio, der Mitglied des Partito Democratico ist. Im April 2015 übernahm Lupi den Vorsitz der NCD-Fraktion im Abgeordnetenhaus. Im Vorfeld der Parlamentswahl im März 2018 verließ er allerdings die aus der NCD hervorgegangene Partei Alternativa Popolare, da diese ein Mitte-links-Wahlbündnis mit der Partito Democratico einging. Stattdessen trat Lupi für die Liste Noi con l’Italia (NcI, „Wir mit Italien“) an, die Teil des Mitte-rechts-Bündnisses mit Forza Italia und Lega war, und wurde als Direktabgeordneter des Wahlkreises Merate wiedergewählt. 
Als sich NcI im Juli 2021 als politische Partei formierte, wurde Lupi deren Vorsitzender. Zur Parlamentswahl 2022 stellte NcI eine gemeinsame Liste mit weiteren liberalkonservativen und christdemokratischen Kleinparteien der rechten Mitte (Italia al Centro von Giovanni Toti, Unione di Centro und Coraggio Italia von Luigi Brugnaro) unter dem Namen Noi Moderati („Wir Moderaten“) auf, die wiederum Teil der rechten Allianz mit Fratelli d’Italia, Forza Italia und Lega war. Als direkt gewählter Abgeordneter des Wahlkreises Lecco zog Lupi erneut in die Camera dei deputati ein, wo er seither den Vorsitz der Fraktion Noi Moderati innehat. Seine NcI und Totis Italia al Centro fusionierten 2023 zu einer gemeinsamen Partei, die sich ebenfalls Noi Moderati nennt und der Lupi seither vorsteht.